# 坂田侑紀奈
坂田 侑紀奈（さかた ゆきな、1996年1月30日 - ）は、日本の女子バスケットボール選手である。ポジションはポイントガード。Wリーグの山梨クィーンビーズ所属。

## 来歴
三重県出身。
岐阜女子高校で国体優勝、ウィンターカップ準優勝を経験。
卒業後はトヨタ自動車アンテロープスに加入。
2018年に一度引退し会社員として過ごすが、2019年にシャンソンVマジックへ移籍し現役復帰。
2022年、新潟アルビレックスBBラビッツに移籍。
2025年、新潟を退団。山梨クィーンビーズに移籍。